# Campionati europei di triathlon middle distance del 1987
I Campionati europei di triathlon middle distance del 1987 (III edizione) si sono tenuti a Roth, Germania.

## Risultati

### Élite uomini
| Pos. | Nome          | Paese          | Totale  |
| ---- | ------------- | -------------- | ------- |
|      | Glenn Cook    | Regno Unito    | 3:57:19 |
|      | Axel Koenders | Paesi Bassi    | 4:00:02 |
|      | Jürgen Zäck   | Germania Ovest | 4:00:59 |

### Élite donne
| Pos. | Nome            | Paese       | Totale  |
| ---- | --------------- | ----------- | ------- |
|      | Sarah Coope     | Regno Unito | 4:28:38 |
|      | Sarah Springman | Regno Unito | 4:30:23 |
|      | Irma Zwartkruis | Paesi Bassi | 4:32:41 |